# ALTEO Energiaszolgáltató Nyrt
ALTEO Energiaszolgáltató Nyrt (Alteo) ist ein ungarisches Energieversorgungsunternehmen mit Sitz in Budapest.
Es betreibt erdgasbasierte Energieerzeugung, Industriekraftwerke und Fernwärmeanlagen. Im Rahmen der erneuerbaren Energieerzeugung werden Windparks, Wasserkraftwerke, Solarkraftwerke, Biogas-/Deponiegasanlagen und Biomassekessel betrieben. Daneben werden Ingenieurdienstleistungen, Projektmanagement, Einzelhandelsleistungen mit Elektrizität und Erdgas erbracht. Daneben ist Alteo auch auf dem Gebiet der Abfallwirtschaft tätig.
Die Alteo Gruppe besitzt und betreibt insgesamt 26 Kraftwerksblöcke und verfügt über ein Kraftwerksportfolio von 191 Megawatt Elektrizität und 788 Megawatt Wärmeerzeugungskapazität. Unter anderem verfügt die Gruppe über 4 Windparks, 2 Wasserkraftwerke und mehrere Gas- und Biogaskraftwerke.
Die Aktie von Alteo Energiaszolgáltató Nyrt ist im ungarischen Aktienindex BUX enthalten.

## Geschichte
Die Alteo Gruppe wurde am 19. März 2008 gegründet. Am 1. Januar 2009 begann der Handel mit Elektrizität. Am 1. Juli 2009 wurde Hidrogáz Kft. megvásárlása, am 31. Dezember 2009  Győri Erőmű Kft. és Soproni Erőmű Kft. megvásárlása erworben. Es folgte der Erwerb von Deponie-Gasanlagen in Nyíregyháza und Debrecen im Frühjahr 2010.
Das Unternehmen wurde September 2010 in eine Aktiengesellschaft umgewandelt und im Segment „T“ (Technik) der Budapester Börse gelistet.  Die Genehmigung des Erdgashandels erfolgte im Februar 2012. 4 Windparks wurden in 2012 und 2013 erworben. Die Übernahme der Sinergy Kft. erfolgte am 4. Mai 2015. Ein neues Deponie-Gaskraftwerk einer Kapazität von 499 Kilowatt hat Im Jahr 2017 den Betrieb aufgenommen. Die neue Anlage in Debrecen ist die dritte derartige Einheit des Unternehmens.
Die Aktien werden seit 2016 im Segment BÉT Standard notiert. Am 8. November 2017 werden die Stammaktien von Alteo mit einem Nennwert von 100 HUF durch 8 Stammaktien mit einem Nennwert von je 12,5 HUF ersetzt.
Das erste Solarkraftwerk wurde im Dezember 2017 in Domaszék in Betrieb genommen. Am 30. Januar 2018 erfolgte der Erwerb der Mehrheitsbeteiligung an Zugló-Therm. Das Grundkapital wurde am 25. März 2019 erhöht.
2019 wurde 66,66 % an der Eco-First Kft. übernommen. Das Unternehmen wurde 2017 gegründet, um Dienstleistungen im Abfallhandel zu erbringen und hat sich zu einem dominierenden Marktteilnehmer im Handel mit Biogasanlagenrohstoffen entwickelt. Im Jahr 2023 kaufte Alteo die restlichen Anteile, so dass Eco-First nun eine 100%ige Tochtergesellschaft von Alteo ist.
Das Unternehmen hat am 18. August 2020 einen weiteren Windpark gekauft. Im  Oktober 2021 wurde die Tochtergesellschaft für E-Mobilität ALTE-GO gegründet. ALTE-GO und das ungarische Autohandelsunternehmen AutoWallis haben einen Kooperationsvertrag geschlossen.
Im Juli 2022 wurde die 1994 gegründete FE-Group Invest Zrt., die komplexe Abfallwirtschaftstätigkeiten durchführt, zu mehr als 75 % an Alteo übertragen. Das Unternehmen verfügt über umfangreiche und integrierte Erfahrung auf dem Markt der Hausmüllverarbeitung. Im Jahr 2024 erwarb Alteo die restlichen Anteile.